# La Sociale
Pour plus de détails, voir Fiche technique et Distribution.
La Sociale est un documentaire français réalisé par Gilles Perret, sorti en 2016.

## Synopsis
En 1945, au lendemain de la guerre, le Gouvernement provisoire de la République française votait les ordonnances promulguant les champs d’application de la Sécurité sociale. Ces lois permettaient la couverture des soins nécessaires à la santé, dont une partie importante de la population ne pouvait jusqu'ici bénéficier faute de moyens financiers, avec pour conséquence de reculer d'autant toute consultation et d'entraîner de surcroît des soins plus lourds in fine. En outre, elles contribuaient à assurer à chacun un revenu dans les différents cas d’interruption de l’activité professionnelle : accident du travail, maladie, maternité, chômage et vieillesse. Le principal initiateur de cette évolution se nommait Ambroise Croizat, que beaucoup ont oublié de nos jours.

## Fiche technique
- Titre original : La Sociale
- Réalisation : Gilles Perret
- Musique : Laurie Derouf
- Montage : Stéphane Perriot
- Production : Jean Bigot
- Société de distribution : Rouge Productions
- Pays de production :  France
- Langue originale : français
- Format : couleur - 16/9
- Genre : documentaire
- Durée : 84 minutes
- Date de sortie : 9 novembre 2016

## Distribution

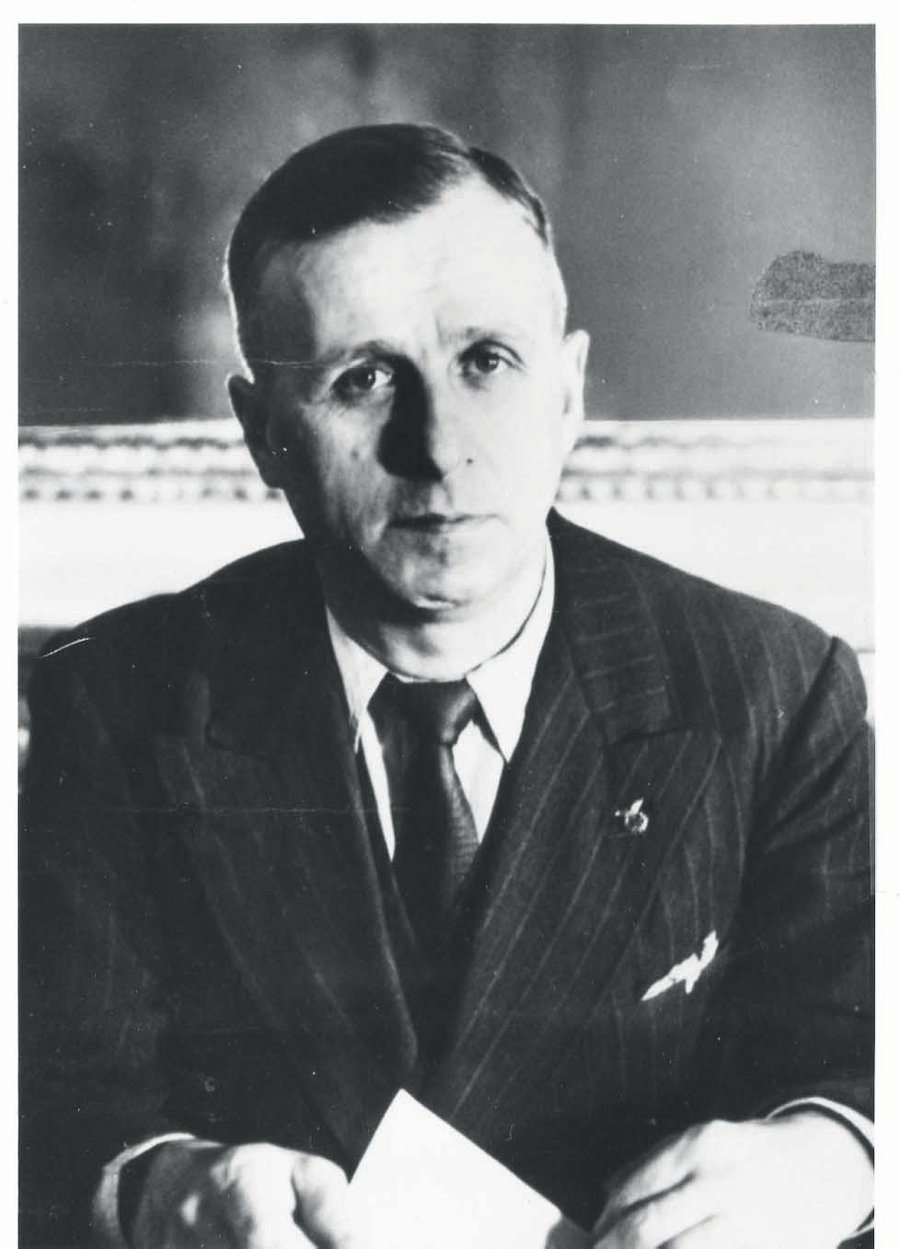
Ambroise Croizat, figure centrale de la création de la Sécurité sociale en France, à qui le film rend hommage.

Liste des personnes intervenant dans le film :
- Bernard Friot : sociologue et économiste
- Colette Bec : sociologue
- Michel Etiévent : historien
- Jolfred Frégonara : ouvrier
- Anne Gervais : médecin hépatologue
- Frédéric Pierru : sociologue
- Laurent Berger : représentant syndical
- Jean-Claude Mailly : représentant syndical
- Philippe Martinez : représentant syndical
- Liliane Croizat : fille d'Ambroise Croizat
- Claude Reichman : militant pour la fin du monopole de la Sécurité sociale
- François Rebsamen : ministre du Travail alors en exercice (interpelé par Gilles Perret durant le tournage dans les locaux du ministère)

Le film utilise aussi de nombreuses images d'archives, où apparaissent, entre autres :
- Ambroise Croizat
- Charles de Gaulle
- Alexandre Parodi
- Paul Reynaud
- Georges Pompidou
- Margaret Thatcher
- Denis Kessler

### Revue de presse
- Valérie Nivelon, « Ceux qui ont fait la Sécu », Radio France internationale,‎ 4 novembre 2016 (lire en ligne)
- « « La Sociale », un hommage revigorant à la Sécu », La Dépêche du Midi,‎ 6 novembre 2016 (lire en ligne)
- Eric Favereau, « Ambroise Croizat, père de la Sécu, à l'honneur dans un film », Libération,‎ 7 novembre 2016 (lire en ligne)
- Benoît Hopquin, « Sécu : qu’il semble faible le souffle épique de la Libération ! », Le Monde,‎ 7 novembre 2016 (lire en ligne)
- Martine Orange, « « La Sociale » ou le rêve effacé d’une démocratie sociale », Mediapart,‎ 7 novembre 2016 (lire en ligne)
- « « La sociale », histoire d'une conquête malmenée », L'Humanité,‎ 8 novembre 2016 (lire en ligne)
- Jacques Mandelbaum, « « La Sociale » : la Sécu auscultée sans modération », Le Monde,‎ 8 novembre 2016 (lire en ligne)
- Dominique Widemann, « La Sécu, le film qui se bat pour la garder », L'Humanité,‎ 9 novembre 2016 (lire en ligne)
- Jean-Claude Renard, « « La Sociale », de Gilles Perret : L’épopée de la Sécu », Politis,‎ 9 novembre 2016 (lire en ligne)
- Marie Richeux, « Une histoire du soin pour tous : La Sécurité Sociale », France Culture,‎ 10 novembre 2016 (lire en ligne)
- Adrien Pécout, « Sécurité sociale : « Depuis la fin des années 1960, l’effritement des principes fondateurs » », Le Monde,‎ 14 novembre 2016 (lire en ligne)
- Vincent Raymond, « Entretien avec Gilles Perret : « la Sécu, ça marche très bien ! » », Rue89,‎ 15 novembre 2016 (lire en ligne)
- Charline Vanhoenacker et Alex Vizorek, « Gilles Perret », France Inter,‎ 21 novembre 2016 (lire en ligne)
- Philippe Descamps, « Vive la sociale ! », Le Monde diplomatique,‎ novembre 2016 (lire en ligne)
- « Résistance, mais où sont passés les "jours heureux" ? », France Culture,‎ 1-4 juin 2020 (lire en ligne)
- Claude Tatout, « Le film “La sociale” fait son tour du monde », Le Dauphiné libéré,‎ 11 août 2020 (lire en ligne)